# Virtus.pro
Virtus.pro（ヴィルトゥス・プロ）は、ロシア連邦に本拠を置くプロeスポーツチーム。Virtus Proとも表記される。ロシア連邦で結成され、カウンターストライク・グローバルオフェンシヴ、Dota 2、World of Tanks、スタークラフト2で活動している。2015年11月、アリシェル・ウスマノフのホールディングスである、USMホールディングスより1億米ドルの融資を受けた。

## カウンターストライク・グローバルオフェンシヴ

### 2014年
EMS One Katowice 2014にてNiPを破って優勝。一方、ESL One Cologne 2014ではNiPに5-8で敗れた。

### 2015年
4月、Virtus ProはESEA第18シーズンにてAmericansに勝利した。同年7月にはNatus VincereをCEVO第7シーズンで破っている。
10月2日、Virtus proは他の12のプロチームと共に労働組合を結成したことを発表した。

### メンバー
- Victor "Taz" Wojtas
- Philip "Neo" Kubski
- Jaroslav "pasha" Yarzhabkovski
- Janusz "Snax" Pogorzhelsky
- Belinski "byali" Paul

### 実績
- 3位 - Copenhagen Games 2013
- 優勝 - SLTV StarSeries V 2013
- 2位 - Copenhagen Games 2014[8]
- 優勝 - EMS One Katowice 2014
- 5-8位 - ESL One Cologne 2014
- 3-4位 - DreamHack Winter 2014
- 3-4位 - ESL One Katowice 2015
- 3-4位 - ESL One Cologne 2015
- 5-8位 - DreamHack Open Cluj-Napoca 2015
- 3-4位 - FACEIT 2015 Stage 3 Finals

## Dota2

### 2014年
The International 2014に参加。

### 2015年
The International 2015に出場。5-6で敗北。

### メンバー
- Artsiom "Fng" Barshak
- Ayrat "Silent" Gaziev
- Ilya "Lil" Ilyuk
- Sergei "God" Bragin
- Olexander "DkPhobos" Kucherya

## ワールド・オブ・タンクス
- Dmitry "Kycok_Ov4arku" Kasatkin
- Ivan "Break_neck" Fefelov
- Maxim "Dellight" Sinichkin
- Sergei "JustCauz" Osipenko
- Andrey "koreetz" Kasparov
- Ivan "Vors1lk" Fokin
- Victor "bishop" Novohatskiy

## スタークラフト2
- Artem "sLivko" Garavtsov